# 那一年，我17
《那一年，我17》（英文：Our 17/Our Seventeen）是一部以1999年澳門回歸作為背景的澳門電影。
主要講述1999那年17歲，澳門回歸前夕，問題少年陳俊傑因家庭問題轉校後跟新同學們組成樂隊，開展了一場追求音樂及尋找存在價值的青春校園勵志故事。
電影由80後年輕澳門導演陳雅莉執導，其主創及演出團隊皆以澳門人為主，另外亦邀請數名來自香港及內地的年輕新演員參與演出。主要演員包括有彭永琛、袁澧林、吳崇銘（King @ C AllStar）、李任燊、馬曼莉和梁建婷。
《那一年，我17》電影版於2016年拍攝，2017年6月22日在香港及澳門同步上映。

## 劇情介紹
34歲那年在北京從事的音樂工作並不如意的陳俊傑（彭永琛飾）因接下澳門音樂比賽的評審工作重回成長之地，重遇讀書時期的好友楊偉（吳崇銘 飾）。原來楊偉就是他擔任評審的那個音樂比賽主辦方負責這次活動的職員。二人相遇後，言談間他們開始回憶起17歲那年跟同學組樂隊參加歌唱比賽的校園往事。 
當年陳俊傑因母親離家，音樂人出身的父親因此而終日醉酒，所以自暴自棄。陳俊傑是轉校生，他被編到頑劣的培育中學中二前進班上課，返學校第一天已經被班上一眾服從成績優秀但內心邪惡有「小惡魔」之稱的女班長張鎧妮（袁澧林飾）及其副手何子健（李任燊飾）的同學欺負，只能與同被欺負的楊偉為伴。
後來鎧妮卻發現俊傑的音樂才華，對他的態度全然轉變。因為鎧妮愛好搖滾樂，想組織一隊搖滾樂隊參加校際音樂比賽，但找不到合適伙伴（特別是樂隊男主音）。最後兩人化敵為友，更與何子健、馬莉（馬曼莉飾）以及楊偉等人，因此成為好友，更成立搖滾樂隊，並將樂隊命名為<RockKid>，在樂隊期間俊傑與鎧妮也暗生情愫。在幾經困難後，得到班主任張月盈（梁健婷飾）與崔老師（于永海飾）幫助下終可參加音樂比賽，成員們一起為校際音樂比賽而奮鬥，並打進決賽。
可惜音樂比賽決賽前夕，適逢澳門回歸，鎧妮的父親為葡萄牙官員，她父親決定在澳門回歸之前攜眷返回葡國生活，令她被迫與俊傑分離。
因此鎧妮未能參賽，而樂隊參賽資格也突然地被取消，但各成員仍然決定帶備樂器去到舉行比賽的學校，站在校內操場中心繼續表演。
期間在機場等候上機的鎧妮突然離開機場趕到比賽場地，與花漾四子一起為表演中的成員們打氣，鎧妮更大力揮動寫有<RockKid> 的旗幟為各人加油。之後花漾四子更極力阻止保安接近各成員，令他們能無懼被驅趕，可以堅持繼續演出直到表演完成。表演完畢後樂隊所有成員與花漾四子一起相擁痛哭，亦向所有在場欣賞他們表演的其他參賽者表示感激各他們的支持。
17年過後，陳俊傑重遇楊偉後，二人決定尋找當年一起組織樂隊的成員們聚舊。誰知其他成員長大後性格和生活已經今非昔比，他們重遇的場面及看到各成員長大後的遭遇令人感到唏噓及無奈。

## 演員

### 高二前進班學生
| 演員 （地區）                        | 角色              | 暱稱／關係 |
| 彭永琛 （澳門）                      | 陳俊傑 （施俊傑） | Winson 轉校生 轉校第一日被鎧妮及班中同學作弄 鎧妮極為欣賞他的音樂才華 與鎧妮相戀 RockKid成員                                   |
| 袁澧林 （香港）                      | 張鎧妮            | 鎧妮/大佬/班長 前進班女班長 前進班真正老大 成績優異 作弄陳俊傑，其後被他的音樂才華吸引 與陳俊傑相戀 楊偉的暗戀對象 RockKid成員 |
| 吳崇銘 (King @C AllStar) （香港）    | 楊偉              | Peter仔/扯旗 富二代 為人膽小怕事 前進班被欺負對象 聽命於張鎧妮及何子健 暗戀張鎧妮 RockKid成員                                  |
| 李任燊 （香港）                      | 何子健            | 大佬/阿Kit 花漾四子的老大 聽命於張鎧妮 一直暗戀Mary，二人期後相戀 RockKid成員 名言：『不要想，只管做』                         |
| 馬曼莉 （澳門）                      | 馬莉              | Mary 班中獨行俠 沉默寡言 成績優異 暗地裡留意Rock Kid 的音樂 有抽煙習慣 與何子健相戀 RockKid成員                                |
| 凌永豪 裴先達 李智彬 梁子龍 （澳門） | 花漾四子          | 花漾四子 何子健的手下/跟班 聽命於張鎧妮及何子健 欺負楊偉                                                                       |

### RockKid成員
| 演員                       | 角色             | 樂隊崗位                                          |
| 彭永琛                     | 陳俊傑（施俊傑） | 樂隊主音 結他                                     |
| 袁澧林                     | 張鎧妮           | RockKid隊長 結他 作曲填詞                         |
| 吳崇銘 （King @C AllStar） | 楊偉             | Keyboard（彈琴） 最初是鼓手(之後鼓手改由馬莉擔任) |
| 李任燊                     | 何子健           | Bass                                              |
| 馬曼莉                     | 馬莉             | 鼓手                                              |

### 培育中學教職員
| 演員 （地區）   | 角色   | 稱呼／職位 |
| 梁健婷 （澳門） | 張月盈 | 高二前進班班主任 常被學生欺負的新紮老師 一開始因為阻止鎧妮等人參加歌唱比賽而成為針對目標 後來為了讓鎧妮等人參加歌唱比賽而與校長爭論 與鎧妮處於對抗關係，後修好 對老崔有好感 因與老崔相戀而繼續留於澳門生活並與老崔育有一女(崔慕盈) |
| 永海 （中國）   | 老崔   | 老崔/崔老師 高二前進班助理班主任 普通話班教師 經常找缺課學生回校上課 為人直正 喜歡張月盈 在張月盈返回葡國前對其表白並希望對方留下來                                                                                                |
| 譚玉瑛 （香港） | 譚校長 | 譚校長 培育中學校長 上司為張月盈及張鎧妮之父親 極力阻止鎧妮等人參加校際歌唱比賽 為人非常現實 |
| 田啟文 （香港） | 李叔   | 培育中學校工 經常在學校飲酒 貪小便宜及會收學生賄款 多次被何子健等人利用 |

### 張家
| 演員   | 角色   | 暱稱／關係 |
| -      | 張明德 | 張月盈及張鎧妮的父親 中葡混血兒 育有兩個女兒和一個兒子 現與第三任妻子及其子女生活 重男輕女 禁止鎧妮與俊傑拍拖，因此曾向俊傑動武 澳門政府教育部高級官員 在澳門回歸前帶同家人返回葡國生活 |
| 梁健婷 | 張月盈 | 月盈 張明德之大女 張鎧妮同父異母之姊 母親是張明德的第一任妻子 母親與張明德離婚 與鎧妮關係不和，後修好 原本會與家人返回葡國，但與老崔相戀，而決定留在澳門                                |
| 袁澧林 | 張鎧妮 | 鎧妮 張明德之二女 母親是張明德的第二任妻子 母親在她出生後不久離世 被父親刻意安排到培育中學的前進班讀書 討厭姐姐常以父親名義威嚇自己 不滿父親重男輕女 希望能在父親面前證明自己能力       |

### 其他角色
| 演員（來自）                       | 角色     | 備註                                                               |
| 百強 （刃記樂隊） （澳門）         | Band友   | 客串 於BAND友聖地LMA演出的樂隊成員之一 與陳俊傑的父親相識          |
| 福島章嗣 （刃記樂隊） （日本）     | Band友   | 客串 於BAND友聖地LMA演出的樂隊成員之一 與陳俊傑的父親相識          |
| 陳健安 （On仔@C AllStar） （香港） | 澳門司警 | 客串 為人正義 阻止張明德向陳俊傑動武 被張明德藐視                  |
| 歐陽日華 （澳門）                  | 邊緣青年 | 客串 不忿打機輸給陳俊傑而報復 與同黨虐打陳俊傑並把他的全家幅撕破。 |

## 電影歷程
《那一年，我17》最初是2014年由「澳門青年慶視澳門特區成立十五周年協會」統籌，所以微電影的導演、製作及演出團隊是一批80、90後的本土澳門年青人負責，以賀特區成立15周年。影片獲得各方好評，之後更在「澳門國際電影及錄像節」獲得「評審推介獎」。由於資源所限，所以微電影版本片長只有45分鐘。
為了將《那一年，我17》打造成為更專業、更有市場價值的商業電影，所以在微電影首映過後，導演陳雅莉率領團隊繼續跟進影片的發行及後續工作，希望連接內地更多產業平台，把澳門青年的原創力量讓業界認識。
經過多番努力，其團隊終於獲得北京及香港的電影製作團隊協助，並投資兩百萬元人民幣在影片的製作以及內地發行、宣傳方面。
《那一年，我17》電影版本於2016年正式投入拍攝。電影版與微電影同樣找來澳門歌手彭永琛擔任男主角，但與微電影不同之處就是電影版本除了有一眾來自澳門的演員參與演出之外，同時亦邀請了不少來自香港及內地的年輕新演員參與電影版本演出（例如：來自香港的袁澧林、吳崇銘（King @ C AllStar）及李任燊；來自中國內地的演員于永海 ）。

## 參與的電影節
- 《那一年，我17》入選在2016年12月9日舉辦【第一屆澳門國際影展暨頒獎典禮】，並獲選為藏龍單元之開幕片。電影在影展當日下午06:30 於澳門旅遊塔會展中心作世界首映。
- 影展藏龍單元意在發掘最新穎，最具特色的亞洲類型電影。[9]

獲得作為選片委員、曾擔任四屆威尼斯電影節主席的著名電影人Marco Müller在觀看《那一年，我17》後作出的評價為：
“Emily’s film has given me the first ray of hope for intelligent mainstream cinema in Macao. ‬It is a commercial film with an artistic soul, ‬that never sells out to itself. ”
- 《那一年，我17》亦入選【香港青年廣場Culture@Maze亞洲青年電影節】，成為該電影節的開幕電影，於2016年12月與亞洲共13個國家及地區的青年電影共同於香港上映。[10]

## 電影音樂
是次電影配樂及主題曲《那一年，我17》及插曲《仲夏夜詩雨》（Summer of love）均由澳門搖滾樂隊刃記創作，刃記的音樂使電影增添了活力跟注入了搖滾的靈魂。 

## 電影贊助商
- 新濠博亞娛樂
- 文化局
- 澳門文化藏品有限公司（投資方）